# Aeropuerto de la bahía de Jacquinot
El aeropuerto de la bahía de Jacquinot o de Jacquinot Bay (IATA: JAQ, OACI: AYJB) es un aeropuerto cerca de la bahía de Jacquinot, Nueva Bretaña del Este, en la isla de Nueva Bretaña, Papúa Nueva Guinea. El aeródromo original fue liberado por el ejército australiano en 1944 después de un desembarco; en 1945 se construyó el aeropuerto actual. No hay una agenda fija de vuelos con agencia.